# Siosta grandis
Siosta grandis là một loài bướm đêm trong họ Geometridae.